# آتشکده آذر
آتشکدهٔ آذر تذکره‌ای است به زبان فارسی نوشتهٔ آذر بیگدلی در سده دوازدهم هجری قمری، شامل شرح حال و گلچینی از اشعار نزدیک به ۸۵۰ شاعر پارسی گوی.
آذر بیگدلی (لطفعلی بیگ بن آقاخان بیگدلی شاملو متخلص به آذر) نوشتن آتشکدهٔ آذر را در ۱۱۷۴ هجری قمری (۱۷۶۱ میلادی) به نام کریم‌خان زند آغاز کرده و تا ۱۱۹۳ به تکمیل آن مشغول بوده است. آتشکده ترتیب جغرافیایی دارد و بیشتر آن بر حسب کشورها، ایالتها و شهرها تنظیم یافته و مشتمل است بر اشعار شاهان، شاهزادگان، امیران و شاعران آذربایجان، خراسان، تبرستان، استراباد، گرگان، عراق عرب و عجم، فارس، بلخ، خوارزم، فرارود، دکن، دهلی، کشمیر، و نیز بانوان شاعر، شاعران معاصر نویسنده و گلچینی از اشعار خود او و گزیده‌ای از مثنوی یوسف و زلیخا. ترتیب بخشهای گوناگون این کتاب و مطالب آنها بدین قرار است:
- پیش‌گفتار، مشتمل بر شمه‌ای از تاریخ ۵۰ ساله نابسامانی ایران از حمله افغان تا استقرار نظم در ایالات جنوبی ایران توسط کریم‌خان؛
- شعله، مشتمل بر اشعار شاهان و شاهزادگان و امیران؛
- مجمر اول، شامل شاعران متقدم. مجمر اول دارای ۳ اخگر است: اخگر اول، شاعران ایران؛ اخگر دوم، شاعران توران زمین؛ اخگر سوم، شاعران هندوستان.
- مجمر دوم، مشتمل بر شاعران معاصر نویسنده. مجمر دوم دارای ۲ پرتو است: پرتو یکم، سخن‌سرایان معاصر نویسنده؛ پرتو دوم، حالات نویسنده و گلچینی از اشعار وی.

پژوهشگران را دربارهٔ چگونگی فراهم آمدن این کتاب گفت‌وگوست. احمد گلچین معانی آتشکده را با خلاصةالاشعار و زبدةالافکار، نگاشته تقی‌الدین کاشی سنجیده و به این نتیجه رسیده است که گرچه آذر مدعی است که شخصاً به گزینش اشعار شاعران پرداخته ولی آنچه در آتشکده در مورد شاعران پیشین تا اوایل سده یازدهم آمده خلاصه ناچیزی از آن تذکرهٔ بزرگ است. دربارهٔ معیار انتخاب اشعار هم قضاوتها متفاوت است. با اینهمه، آتشکده دارای فوائد تاریخی مهم است و از منابع تذکره‌نویسان دوره‌های بعد به شمار می‌رود.
آتشکدهٔ آذر نخستین‌بار در ۱۸۳۳ میلادی در کلکته به چاپ رسیده است. چاپ انتقادی آن در ۳ جلد (تا پایان شاعران عراق عجم) توسط حسن سادات ناصری در سال‌های ۱۳۳۶–۱۳۴۰ خورشیدی در تهران منتشر شده است.